# 津和野站

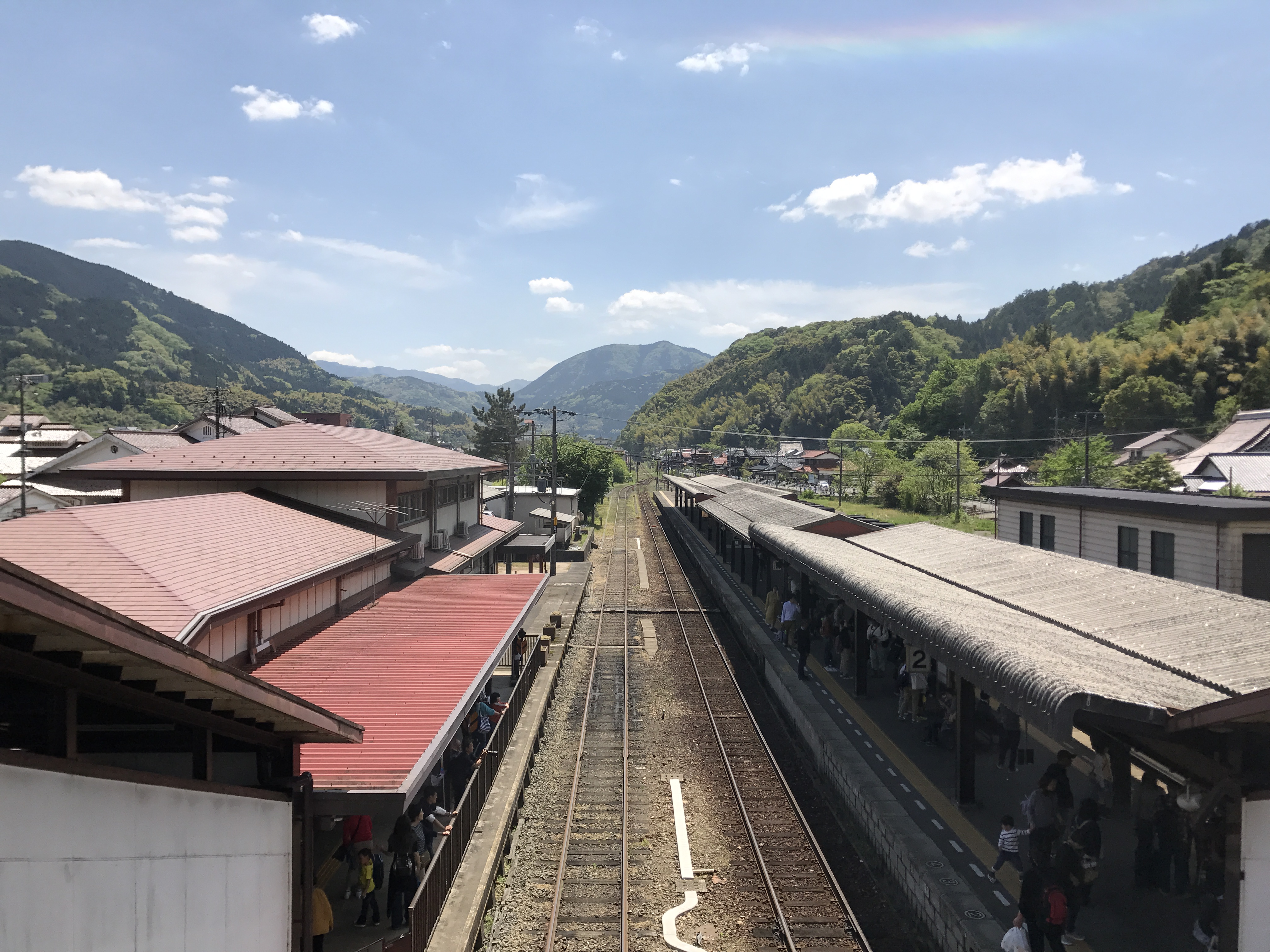
從跨線橋望向站內

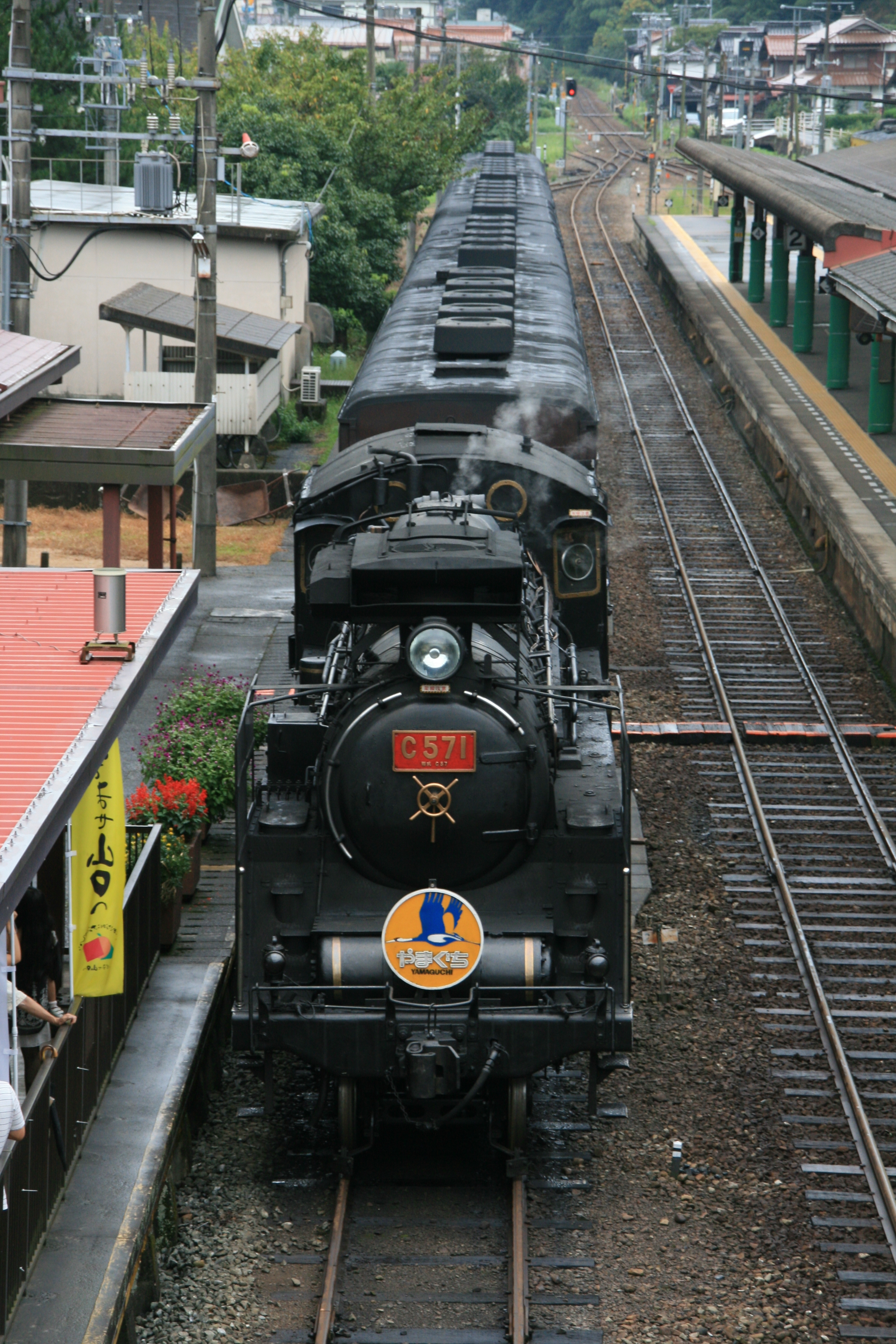
1號月台停靠中的SL山口號

津和野站（日语：／ Tsuwano eki */?）是位於島根縣鹿足郡津和野町後田，西日本旅客鐵道（JR西日本）的山口線車站。
此站是是「山陰之小京都」之稱的觀光勝地津和野之玄關口。此站是由蒸氣機車C57 1和D51 200牽引的快速「SL山口號」終點站。

## 歷史
- 1922年（大正11年）8月5日 - 國有鐵道津和野線從德佐站延伸至此站[1]。開設三田尻機關庫津和野駐泊所。
  - 當時車站位於島根縣鹿足郡津和野町後田。
- 1923年（大正12年）3月28日 - 三田尻機關庫津和野駐泊所升級至三田尻機關庫津和野分庫[2]。
- 1923年（大正12年）4月1日 - 津和野線延長至石見益田驛（現時：益田站），同時路線改名為山口線[1]。
- 1928年（昭和3年） - 三田尻機關庫津和野機關分庫升級至津和野機關庫。
- 1936年（昭和11年）9月1日 - 名稱改名為津和野機關區。
- 1955年（昭和30年）1月10日 - 隨著津和野町（第二次）成立，車站地址變為島根縣鹿足郡津和野町後田。
- 1960年（昭和35年）3月20日 - 在統合後，山口線管理所津和野分所成立。
- 1965年（昭和40年）3月1日 - 山口線管理所津和野分所變更至山口線管理所。
- 1974年（昭和49年）1月16日 - 山口線管理所廢止，該所降級為小郡機關區津和野分區。
- 1977年（昭和52年）3月3日 - 現時的第二代車站大樓竣工[3]。
- 1984年（昭和59年）1月1日 - 終止貨物起卸。
- 1986年（昭和61年） - 小郡機關區津和野分區廢止。
- 1987年（昭和62年）4月1日 - 伴隨國鐵分割民營化，車站由西日本旅客鐵道（JR西日本）營運[4]。
- 2003年（平成15年）11月1日 - 此站變成業務委託車站，委托JR西日本廣島Maintec（日语：JR西日本広島メンテック）負責。
- 2004年（平成16年）10月1日 - 綠色窗口營業時間縮短，除了SL運行日外，日間引入休息時段。[5]
- 2005年（平成17年）9月25日 - 隨著津和野町（第三次）成立，車站地址變成現時的地址。
- 2013年（平成25年）
  - 7月28日 - 發生暴雨成災（日语：平成25年7月28日の島根県と山口県の大雨），山口線包括津和野站在內暫停服務。（在8月5日，地福站至新山口站之間重開。）
  - 11月16日 - 益田站至津和野站之間重開。在4個月後再次設有列車駛入津和野站。中國JR巴士新山口站至津和野站之間開設不停站津和野號。
- 2014年（平成26年）8月23日 - 津和野站至地福站之間重開，山口線全線重開。不停站津和野號結束服務[6]。
- 2021年（令和3年）
  - 6月7日 - 當日起站內販賣食堂、車站便當「久保田烏冬店」結業〈預定〉。
  - 7月1日 - 車站業務委托由JR西日本廣島Maintec（日语：JR西日本広島メンテック）改由JR西日本中國交通服務（日语：JR西日本中国交通サービス）接管〈預定〉[7]。

## 車站構造

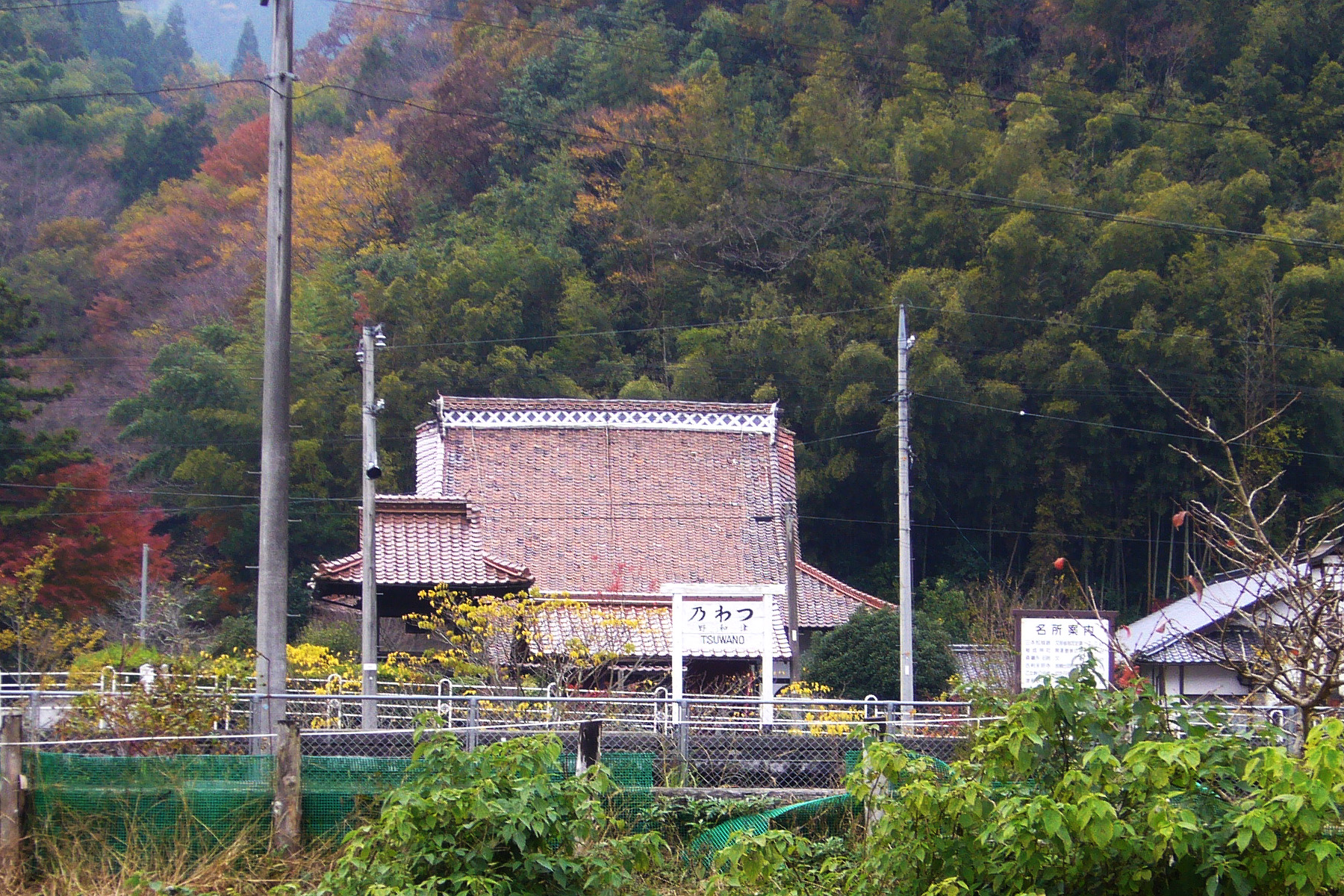
月台部分

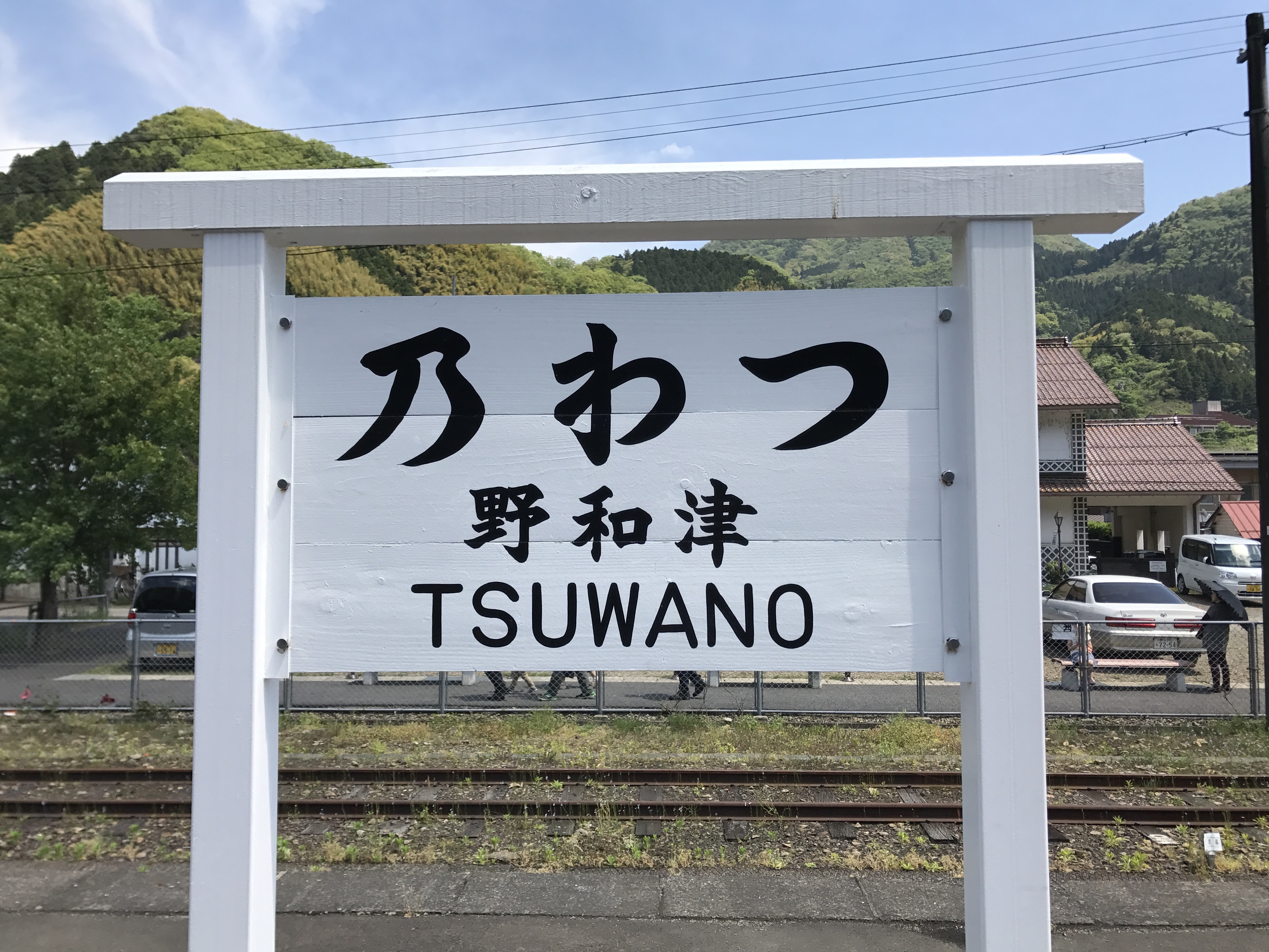
觀光用站名標

車站是一座地面車站，設有1面2線的島式月台。車站大樓位於上行線東邊，站內設有跨線橋。此站是由新山口站管理的業務委託車站，委托了JR西日本廣島Maintec負責車站業務。此站設有綠色窗口。但是在營業時間以外於車內結算車費。
此站設有車站租車營業所，長久之來只於「SL山口號」運輸日營業。在2017年9月 - 12月「幕末維新山口地方旅遊活動」活動期間毎日營業，2018年1月起整年營業，曾經此處租車不可使用信用卡，後來可使用信用卡。
站內設有蒸氣機車專用的轉車盤，也有靜態保存的D51 194。另外也有數條留置線。

### 月台
| 月台 | 路線    | 上下行 | 方向             |
| ---- | ------- | ------ | ---------------- |
| 2    | ■山口線 | 上行   | 山口、新山口方向 |
| 3    | ■山口線 | 下行   | 益田、濱田方向   |

1號月台位於2號月台靠近車站大樓一方的路軌，該月台沒有上落設備，只用作列車停泊之用。「SL山口號」上午抵達後，客車會暫時停泊在留置線內，然後機車會駛往轉車盤改變方向。另外，2號月台和3號月台只可單方向進站和出發。月台上的列車不可折返。此站設有列車的留置線。

## 車站便當
此站可購買由「久保田」調製的著名。

## 利用狀況
以下為近年的乘車人次列表：
| 年度 | 1日平均 乘車人次 |
| ---- | ---------------- |
| 1999 | 508              |
| 2000 | 503              |
| 2001 | 501              |
| 2002 | 498              |
| 2003 | 468              |
| 2004 | 411              |
| 2005 | 360              |
| 2006 | 337              |
| 2007 | 309              |
| 2008 | 307              |
| 2009 | 276              |
| 2010 | 252              |
| 2011 | 255              |
| 2012 | 231              |
| 2013 | 179              |
| 2014 | 197              |
| 2015 | 233              |
| 2016 | 228              |
| 2017 | 226              |
| 2018 | 196              |

## 車站周邊
此站位於舊、津和野町中心，周邊設有觀光勝地和為觀光客而設的商店。此站較多住宿設施。站前設有島根縣道13號萩津和野線。車站東邊約200米處設有津和野川，河流與山口線並行。在河流對面設有國道9號。
- 津和野町公所 津和野廳舍
- 津和野郵局
- 山陰合同銀行
- 西中國信用金庫（日语：西中国信用金庫）
- 津和野天主教教會
- 乙女峠瑪莉亞聖堂（日语：乙女峠マリア聖堂）
- 津和野大橋
- 太皷谷稻成神社（日语：太皷谷稲成神社）
- 森鷗外的舊居
- 津和野城蹟

## 巴士路線

### 一般路線
- 石見交通（日语：石見交通）
  - 前往日原、益田方向
  - 前往橫瀨、長野方向
- 防長交通（日语：防長交通）
  - 前往萩方向
- 津和野町營巴士（日语：津和野町営バス）
  - 前往田代方向
  - 前往野中方向
  - 前往沼原

### 高速巴士
- 沙律特快、津和野特快（日语：津和野エクスプレス）（夜行，石見交通，阪神巴士（日语：阪神バス）） - 前往神戶、大阪

## 相鄰車站
西日本旅客鐵道（JR西日本）
■山口線
- 「SL山口號」、特急「超級隱岐」停車站

船平山－津和野－青野山

## 注腳
1. 1 2 3  歴史でめぐる鉄道全路線 国鉄・JR 7号、13頁
2. ↑  《蒸気機関車》vol.27 p.70 kinema旬報社
3. ↑  交建設計・駅研グループ.  改訂初版. 成山堂書店. 1996: 206. ISBN 4-425-76032-8 （日语）.
4. ↑  歴史でめぐる鉄道全路線 国鉄・JR 7号，15頁
5. ↑  比較8/4和10/25JR出行網資料
6. ↑  山陰線（須佐〜奈古駅間）、山口線（地福〜津和野駅間）の運転再開見込みなどについて （页面存档备份，存于）（日語） - 西日本旅客鐵道新聞稿，2014年7月16日
7. ↑   (PDF). 西日本旅客鐵道株式會社. 2021-04-01  [2021-04-06]. （原始内容存档 (PDF)于2021-04-11） （日语）.
8. ↑  駅弁くぼた （页面存档备份，存于）（日語）
9. ↑  . JR時刻表 (交通新聞社). 2017, (2017年3月号): 386 （日语）.
10. ↑  島根縣統計書

## 外部連結
- 津和野｜車站資訊：JR出門網 - 西日本旅客鐵道（日語）